# SA-201
La SA-201 es una carretera de titularidad autonómica de la Junta de Castilla y León (España) que discurre por la provincia de Salamanca entre la localidad de Tamames y el Límite de la C. A. de Extremadura en la provincia de Salamanca.
Pertenece a la Red Complementaria Preferente de la Junta de Castilla y León.

## Recorrido
La carretera SA-201 tiene su origen en Tamames en la intersección con la carretera SA-215 y termina en el Límite de la C. A. de Extremadura, continuando por la carretera CC-144 en el término municipal de La Alberca formando parte de la Red de carreteras de Salamanca.
También pasa por las localidades de El Cabaco, El Casarito, y La Alberca.
| Tamames (Intersección con ) - Límite de la C. A. de Extremadura (Continuación por ) | Tamames (Intersección con ) - Límite de la C. A. de Extremadura (Continuación por ) | Tamames (Intersección con ) - Límite de la C. A. de Extremadura (Continuación por ) | Tamames (Intersección con ) - Límite de la C. A. de Extremadura (Continuación por ) | Tamames (Intersección con ) - Límite de la C. A. de Extremadura (Continuación por ) | Tamames (Intersección con ) - Límite de la C. A. de Extremadura (Continuación por ) | Tamames (Intersección con ) - Límite de la C. A. de Extremadura (Continuación por ) | Tamames (Intersección con ) - Límite de la C. A. de Extremadura (Continuación por ) | Tamames (Intersección con ) - Límite de la C. A. de Extremadura (Continuación por ) | Tamames (Intersección con ) - Límite de la C. A. de Extremadura (Continuación por ) | Tamames (Intersección con ) - Límite de la C. A. de Extremadura (Continuación por ) |
| Esquema                                                                             | PK                                                                                  | Sentido Límite de la C. A. de Extremadura                                           | Sentido Límite de la C. A. de Extremadura                                           | Sentido Límite de la C. A. de Extremadura                                           | Sentido Límite de la C. A. de Extremadura                                           | Sentido Tamames                                                                     | Sentido Tamames                                                                     | Sentido Tamames                                                                     | Sentido Tamames                                                                     | Incidencias                                                                         |
| Esquema                                                                             | PK                                                                                  | Velocidad                                                                           | Elemento                                                                            | Salida                                                                              | Salida                                                                              | Salida                                                                              | Salida                                                                              | Elemento                                                                            | Velocidad                                                                           | Incidencias                                                                         |
| Esquema                                                                             | PK                                                                                  | Velocidad                                                                           | Elemento                                                                            | Dir.                                                                                | Nombre                                                                              | Nombre                                                                              | Dir.                                                                                | Elemento                                                                            | Velocidad                                                                           | Incidencias                                                                         |
| ----------------------------------------------------------------------------------- | ----------------------------------------------------------------------------------- | ----------------------------------------------------------------------------------- | ----------------------------------------------------------------------------------- | ----------------------------------------------------------------------------------- | ----------------------------------------------------------------------------------- | ----------------------------------------------------------------------------------- | ----------------------------------------------------------------------------------- | ----------------------------------------------------------------------------------- | ----------------------------------------------------------------------------------- | ----------------------------------------------------------------------------------- |
|                                                                                     | 0,0                                                                                 |                                                                                     |                                                                                     | Aldeanueva de la Sierra                                                             | Aldeanueva de la Sierra                                                             | Aldeanueva de la Sierra                                                             |                                                                                     |                                                                                     |                                                                                     |                                                                                     |
| Tamames Salamanca                                                                   | 0,0                                                                                 |                                                                                     |                                                                                     |                                                                                     |                                                                                     |                                                                                     |                                                                                     |                                                                                     |                                                                                     |                                                                                     |
|                                                                                     | 11,1                                                                                |                                                                                     |                                                                                     | EL CABACO                                                                           | EL CABACO                                                                           | EL CABACO                                                                           | EL CABACO                                                                           |                                                                                     |                                                                                     |                                                                                     |
|                                                                                     | 11,2                                                                                |                                                                                     |                                                                                     |                                                                                     | El Maíllo Ciudad Rodrigo                                                            | El Maíllo Ciudad Rodrigo                                                            |                                                                                     |                                                                                     |                                                                                     |                                                                                     |
|                                                                                     | 11,2                                                                                | La Alberca                                                                          |                                                                                     |                                                                                     |                                                                                     |                                                                                     |                                                                                     |                                                                                     |                                                                                     |                                                                                     |
|                                                                                     | 11,2                                                                                | Cereceda de la Sierra Béjar                                                         |                                                                                     |                                                                                     |                                                                                     |                                                                                     |                                                                                     |                                                                                     |                                                                                     |                                                                                     |
|                                                                                     | 11,2                                                                                | Tamames Salamanca                                                                   |                                                                                     |                                                                                     |                                                                                     |                                                                                     |                                                                                     |                                                                                     |                                                                                     |                                                                                     |
|                                                                                     | 11,5                                                                                |                                                                                     |                                                                                     | EL CABACO                                                                           | EL CABACO                                                                           | EL CABACO                                                                           | EL CABACO                                                                           |                                                                                     |                                                                                     |                                                                                     |
|                                                                                     | 14,0                                                                                |                                                                                     |                                                                                     | Peña de Francia                                                                     | Peña de Francia                                                                     | Peña de Francia                                                                     | Peña de Francia                                                                     |                                                                                     |                                                                                     |                                                                                     |
|                                                                                     | 15,7                                                                                |                                                                                     |                                                                                     | EL CASARITO                                                                         | EL CASARITO                                                                         | EL CASARITO                                                                         | EL CASARITO                                                                         |                                                                                     |                                                                                     |                                                                                     |
|                                                                                     | 15,8                                                                                |                                                                                     |                                                                                     | El Maíllo Peña de Francia                                                           | El Maíllo Peña de Francia                                                           | El Maíllo Peña de Francia                                                           | El Maíllo Peña de Francia                                                           |                                                                                     |                                                                                     |                                                                                     |
|                                                                                     | 16,1                                                                                |                                                                                     |                                                                                     | San Martín del Castañar Nava de Francia                                             | San Martín del Castañar Nava de Francia                                             | San Martín del Castañar Nava de Francia                                             | San Martín del Castañar Nava de Francia                                             |                                                                                     |                                                                                     |                                                                                     |
|                                                                                     | 16,1                                                                                |                                                                                     |                                                                                     | EL CASARITO                                                                         | EL CASARITO                                                                         | EL CASARITO                                                                         | EL CASARITO                                                                         |                                                                                     |                                                                                     |                                                                                     |
|                                                                                     | 17,3                                                                                |                                                                                     |                                                                                     | Nava de Francia Cereceda de la Sierra                                               | Nava de Francia Cereceda de la Sierra                                               | Nava de Francia Cereceda de la Sierra                                               | Nava de Francia Cereceda de la Sierra                                               |                                                                                     |                                                                                     |                                                                                     |
|                                                                                     | 17,6                                                                                |                                                                                     |                                                                                     | Río Francia                                                                         | Río Francia                                                                         | Río Francia                                                                         | Río Francia                                                                         |                                                                                     |                                                                                     |                                                                                     |
|                                                                                     | 18,2                                                                                |                                                                                     |                                                                                     |                                                                                     |                                                                                     |                                                                                     |                                                                                     |                                                                                     |                                                                                     |                                                                                     |
|                                                                                     | 20,6                                                                                |                                                                                     |                                                                                     | LA ALBERCA                                                                          | LA ALBERCA                                                                          | LA ALBERCA                                                                          | LA ALBERCA                                                                          |                                                                                     |                                                                                     |                                                                                     |
|                                                                                     | 20,9                                                                                |                                                                                     |                                                                                     | Mogarraz Sotoserrano Béjar                                                          | Mogarraz Sotoserrano Béjar                                                          | Mogarraz Sotoserrano Béjar                                                          | Mogarraz Sotoserrano Béjar                                                          |                                                                                     |                                                                                     |                                                                                     |
|                                                                                     | 21,4                                                                                |                                                                                     |                                                                                     | Casa del Parque                                                                     | Casa del Parque                                                                     | Casa del Parque                                                                     | Casa del Parque                                                                     |                                                                                     |                                                                                     |                                                                                     |
|                                                                                     | 21,4                                                                                |                                                                                     |                                                                                     | LA ALBERCA                                                                          | LA ALBERCA                                                                          | LA ALBERCA                                                                          | LA ALBERCA                                                                          |                                                                                     |                                                                                     |                                                                                     |
|                                                                                     | 21,4                                                                                |                                                                                     | 3 km                                                                                | Puerto de Montaña                                                                   | Puerto de Montaña                                                                   | Puerto de Montaña                                                                   | Puerto de Montaña                                                                   | 3 km                                                                                |                                                                                     |                                                                                     |
| 24,4                                                                                |                                                                                     |                                                                                     | 3 km                                                                                | Puerto de Montaña                                                                   | Puerto de Montaña                                                                   | Puerto de Montaña                                                                   | Puerto de Montaña                                                                   | 3 km                                                                                |                                                                                     |                                                                                     |
|                                                                                     | 24,4                                                                                |                                                                                     |                                                                                     | El Portillo 1240 m                                                                  | El Portillo 1240 m                                                                  | El Portillo 1240 m                                                                  | El Portillo 1240 m                                                                  |                                                                                     |                                                                                     |                                                                                     |
|                                                                                     | 24,4                                                                                |                                                                                     | 13 km                                                                               | Puerto de Montaña                                                                   | Puerto de Montaña                                                                   | Puerto de Montaña                                                                   | Puerto de Montaña                                                                   | 13 km                                                                               |                                                                                     |                                                                                     |
| 37,375                                                                              |                                                                                     |                                                                                     | 13 km                                                                               | Puerto de Montaña                                                                   | Puerto de Montaña                                                                   | Puerto de Montaña                                                                   | Puerto de Montaña                                                                   | 13 km                                                                               |                                                                                     |                                                                                     |
|                                                                                     | 34,2                                                                                |                                                                                     |                                                                                     | Monasterio de las Batuecas                                                          | Monasterio de las Batuecas                                                          | Monasterio de las Batuecas                                                          | Monasterio de las Batuecas                                                          |                                                                                     |                                                                                     | EXCEPTO AUTORIZADOS                                                                 |
|                                                                                     | 34,6                                                                                |                                                                                     |                                                                                     | Monasterio de las Batuecas Aparcamiento solo para personas con movilidad reducida   | Monasterio de las Batuecas Aparcamiento solo para personas con movilidad reducida   | Monasterio de las Batuecas Aparcamiento solo para personas con movilidad reducida   | Monasterio de las Batuecas Aparcamiento solo para personas con movilidad reducida   |                                                                                     |                                                                                     |                                                                                     |
|                                                                                     | 35,0                                                                                |                                                                                     |                                                                                     | Monasterio de las Batuecas Aparcamiento para turismos y autobuses                   | Monasterio de las Batuecas Aparcamiento para turismos y autobuses                   | Monasterio de las Batuecas Aparcamiento para turismos y autobuses                   | Monasterio de las Batuecas Aparcamiento para turismos y autobuses                   |                                                                                     |                                                                                     |                                                                                     |
|                                                                                     | 35,4                                                                                |                                                                                     |                                                                                     | Río Batuecas                                                                        | Río Batuecas                                                                        | Río Batuecas                                                                        | Río Batuecas                                                                        |                                                                                     |                                                                                     |                                                                                     |
|                                                                                     | 36,6                                                                                |                                                                                     |                                                                                     | Río Batuecas                                                                        | Río Batuecas                                                                        | Río Batuecas                                                                        | Río Batuecas                                                                        |                                                                                     |                                                                                     |                                                                                     |
|                                                                                     | 37,375                                                                              |                                                                                     |                                                                                     | Las Mestas                                                                          | Las Mestas                                                                          | Las Mestas                                                                          | Las Mestas                                                                          |                                                                                     |                                                                                     |                                                                                     |